# Postknight
Postknight — это мобильная компьютерная игра в жанре RPG, созданная Kurechii, командой разработчиков компьютерных игр из Малайзии. Она была выпущена для iOS и Android 9 февраля 2017 года, после окончания периода бета-тестирования.

## Геймплей
Игрок берёт на себя роль Почтового Рыцаря, которому, в течение миссии, нужно сражаться с врагами (например, волками или бандитами). Во время прохождения миссии, игрок управляет Почтовым Рыцарем с помощью трех кнопок, которые позволяют атаковать противника, блокировать его атаки или лечить травмы.
После совершения действия, игроку требуется подождать определенное время, обычно несколько секунд, прежде чем он сможет выполнить новое действие. За каждую успешнопройденную миссию игрок получает награды, которые можно использовать для улучшения брони, оружия и покупки зелий.
С помощью очков, игрок может прокачивать персонажа в четырёх направлениях: сила (увеличивает урон), ловкость (увеличивает шансы уклонения и нанесения критических атак), интеллект (увеличивает магическую защиту и скорость получения опыта) и живучесть (увеличивает максимальное количество жизней).
Еще одна примечательная игровая механика — это любовные отношения, когда игрок может дарить определённым женским НПС, в игре, подарки, тем самым повышая их сердцебиение, что приводит к получению от НПС подарки, по достижению определённого уровня отношений.
Однако, если игрок дарит неправильный или нежелательный подарок, девушка может в течение долгого времени не разговаривать с игроком, а её сердцебиение упадёт.

## Критика
«Postknight» заслужил в целом благоприятные отзывы критиков.
Gamezebo отценили игру в 4/5 звезд, отметив, что скорость игры позволяла сделать небольшую паузу, и что игра оставалась последовательной, но при этом критиковали её повторяющийся элементы.
Common Sense Media оценили ее на 3/5 звезды, критикуя её самоповторов и варианты freemium, но при этом заявив, что это хорошая игра, в которую можно поиграть за короткие промежутоки времени.
Touch Arcade также положительно отозвались об игре, назвав её «Игрой недели» в первую неделю после выпуска.
«Postknight» был номинирован и получил премию SEA International Easy Game Grand Prix в 2017 году, что сделало его первым победителем Гран-при SEA.
В конце года Postknight был удостоен награды Google Play Store в номинации 'Google Play’s Best Games of 2017'.